# Canalplay
 (mai 2025).
CanalPlay initialement CanalPlay Infinity est une ancienne plateforme payante Internet française de diffusion vidéo destinée au public, inaugurée le 8 novembre 2011. Le service est supprimé en 2019. Propriété du groupe Canal+ et sa filiale Canal+ Distribution, appartenant au groupe Vivendi, lui-même contrôlé par le groupe Bolloré, la plateforme délivre des services SVOD. 

## Histoire
Le 25 octobre 2019, Canal+ annonce  la fermeture du service, prévue le 26 novembre 2019, affichant le message suivant aux utilisateurs accédant au service : « Nous vous informons que le service CanalPlay ne sera plus disponible au sein des offres CANAL+ à compter du 26/11/2019 ». Le service est depuis cette date transféré sur la plateforme CANAL VOD.

## Marché et positionnement
Le marché de la vidéo à la demande ou VOD en France comprend une série d'acteurs comme notamment Arte, MYTF1 VOD, Free, Orange, Vidéo Futur, Filmo TV, Netflix, etc.. 
Jusqu'en 2011, le service CanalPlay n'est compatible qu'avec les systèmes PC Windows et pas avec macOS ni encore Linux. Depuis mai 2016, Voo propose CanalPlay en en Belgique avec un catalogue comptant 6 500 programmes.

## CanalPlay
CanalPlay est une plateforme en ligne permettant d'accéder à une bibliothèque de plus de 10 000 programmes proposant films, séries et dessins animés destiné à tous types de publics, ses programmes étant retransmis en streaming en direct, par les serveurs de CanalPlay. L'accès à la plateforme est conditionné par la souscription d'un abonnement à CanalPlay, sous forme de deux formules, une formule PC, Smartphone et tablette ou une formule « tout compris », proposant l'accès illimité à tous les supports proposant CanalPlay. Depuis 2015, CanalPlay produit également des séries originales comme FRAT, en plus des créations originales Canal+ déjà disponibles.
Le 26 décembre 2017, le groupe Canal+ annonce supprimer l'application Canalplay disponible sur mobile, les contenus restant disponibles via l'application myCanal.

### Identité visuelle (logo)

Du 8 novembre 2011 à 2013.
Du 20 avril 2008 au 1er septembre 2009.
Du 2 septembre 2009 au 26 novembre 2019.

## Canal VOD
Canal VOD est le service à la carte du groupe Canal+ permettant de louer ou d'acheter des films et des séries dans un catalogue comptant près de 20 000 contenus. La location est disponible pendant trente jours et 48 h après le début du premier visionnage. L'achat optionnel est disponible à vie et peut également être accompagné d'un DVD ou Blu-ray livré à domicile.
Canalplay VOD est renommé « Canal VOD » en novembre 2017. 
Depuis le 1er juillet 2020, Canal VOD est proposé en Belgique sur Télésat et TV Vlaanderen,,.